# Muhlenbergia lindheimeri
Muhlenbergia lindheimeri är en gräsart som beskrevs av Albert Spear Hitchcock. Muhlenbergia lindheimeri ingår i släktet muhlygräs, och familjen gräs. Inga underarter finns listade i Catalogue of Life.